# Fritz Kling

Fritz Kling

Fritz Kling (* 5. März 1879 in Beuren, Neu-Ulm; † 5. Juni 1941 ebenda) war ein deutscher Politiker (Deutsche Bauernpartei).

## Leben und Wirken
In seiner Jugend besuchte Kling die Volksschule und die Brauerakademie in Worms. Von 1899 bis 1901 gehörte er dem 3. Infanterie-Regiment in Augsburg an. Während des Ersten Weltkrieges kämpfte er mit dem 15. Bayerischen Reserve-Infanterie-Regiment. Nach seiner Rückkehr aus dem Krieg 1919 wurde er Vorsitzender des Bezirkstags Neu-Ulm und Vorsitzender der Bezirksbauernkammer.
Kling gehörte von 1918 bis 1919 dem Provisorischen Nationalrat Bayerns an. Von Dezember 1924 bis September 1930 und von November 1932 bis November 1933 saß er als Abgeordneter für den Bayerischen Bauern- und Mittelstandsbund bzw. die Deutsche Bauernpartei im Reichstag, in dem er den Wahlkreis 24 (Ober-Schwaben) vertrat. Seit 1925 amtierte Kling als Bürgermeister von Beuren. Seit 1932 gehörte er zudem dem Kreisrat von Beuren an.